# Karlo Lanza
Karlo Lanza (tal. Carlo Lanza) (Roccasecca, Italija, 3. studenog 1778. – Split, 29. siječnja 1834.), splitski liječnik, političar, gradski načelnik i prvi ravnatelj Arheološkog muzeja.
Podrijetlom je Talijan, a u Split je došao kao tridesetogodišnjak. Studirao je medicinu u Napulju. Neko vrijeme radio je kao asistent uglednog milanskog kirurga Domenica Cotugna (1736. – 1822.). Po doseljenju u Split, oženio se 1807. Girolamom koja je također bila podrijetlom iz Italije. Obnovom austrijske vlasti nad Dalmacijom, Lanza je u siječnju 1814. zamijenioo Josipa Cindra na položaju načelnika.